# Xenops minutus
Xenops minutus là một loài chim trong họ Furnariidae.